# Manuel Lemmel
 (août 2016).
Si vous disposez d'ouvrages ou d'articles de référence ou si vous connaissez des sites web de qualité traitant du thème abordé ici, merci de compléter l'article en donnant les références utiles à sa vérifiabilité et en les liant à la section « Notes et références ».
Manuel Lemmel Malo de Molina, né le 26 mars 1894 à Barcelone et mort à une date inconnue, est un footballeur espagnol des années 1910 qui jouait au poste de milieu de terrain. Il devient ensuite arbitre de football.

## Biographie
Manuel Lemmel joue au FC Barcelone pendant la saison 1912-1913, mais il ne joue que des matches amicaux. 
Il joue ensuite au RCD Español pendant trois saisons. Avec ce club, il remporte le championnat de Catalogne lors de la saison 1914-1915.
Manuel Lemmel est aussi un athlète (11,8 secondes sur le 100 mètres en 1912). 
Après sa carrière de joueur, il devient arbitre de football. Il dirige des matches pendant une quinzaine d'années, entre 1915 et 1930. Il est également l'assistant de Paco Bru avec l'équipe d'Espagne qui participe aux Jeux olympiques d'Anvers en 1920.
Son frère Pablo Lemmel était gardien de but puis dirigeant du RCD Español.

## Palmarès
Avec le RCD Español :
- Champion de Catalogne en 1915.